# Anoplodactylus shimodaensis
Anoplodactylus shimodaensis är en havsspindelart som beskrevs av Nakamura, K. och C.A. Child 1982. Anoplodactylus shimodaensis ingår i släktet Anoplodactylus och familjen Phoxichilidiidae. Inga underarter finns listade i Catalogue of Life.